# Новоникольское сельское поселение (Тюменская область)
Новоникольское се́льское поселе́ние — муниципальное образование в Нижнетавдинском районе Тюменской области Российской Федерации.
Административный центр — село Новоникольское.

## История
Статус и границы сельского поселения установлены Законом Тюменской области от 5 ноября 2004 года № 263 «Об установлении границ муниципальных образований Тюменской области и наделении их статусом муниципального района, городского округа и сельского поселения».

## Население
| 2010 | 2011 | 2012 | 2013 | 2014 | 2015 | 2016 |
| ---- | ---- | ---- | ---- | ---- | ---- | ---- |
| 393  | →393 | ↘384 | ↘382 | ↗393 | ↘384 | ↘379 |
| 2017 | 2018 | 2019 | 2020 | 2021 |      |      |
| ↘363 | ↘355 | ↘349 | ↘347 | ↗376 |      |      |

## Состав сельского поселения
| № | Населённый пункт | Тип населённого пункта       | Население |
| - | ---------------- | ---------------------------- | --------- |
| 1 | Ахманский        | посёлок                      | 51        |
| 2 | Весёлая Грива    | деревня                      | 161       |
| 3 | Герасимовка      | деревня                      | 6         |
| 4 | Новоникольское   | село, административный центр | 175       |